# 51-й армейский пушечный артиллерийский полк
51-й армейский пушечный артиллерийский Киркенесский ордена Суворова полк  — воинское подразделение Вооружённых сил СССР во время Великой Отечественной войны.

## История
Формировался с июля 1943 года в Московском военном округе.
В составе действующей армии с 10.03.1944 по 09.05.1945 года.
По окончании формирования в феврале 1944 года направлен на Карельский фронт, являлся полком фронтового подчинения. До сентября 1944 года находился на кандалакшском направлении, в сентябре 1944 года поддерживал наступающие на Алакуртти советские войска. В октябре 1944 года переброшен в Заполярье, где поддерживал наступающие войска в ходе Петсамо-Киркенесской операции, отличился при взятии Печенги.
После операции в боях участия не принимал, являлся армейским полком 14-й армии.

## Полное наименование
- 51-й армейский пушечный артиллерийский полк Карельского фронта
- 51-й армейский пушечный артиллерийский Киркенесский ордена Суворова полк 14-й отдельной армии (с 15.11.1944)

## Подчинение
| Дата            | Фронт (округ)            | Армия                | Корпус (группа) | Примечания |
| --------------- | ------------------------ | -------------------- | --------------- | ---------- |
| 01.08.1943 года | Московский военный округ | -                    | -               | -          |
| 01.09.1943 года | Московский военный округ | -                    | -               | -          |
| 01.10.1943 года | Московский военный округ | -                    | -               | -          |
| 01.11.1943 года | Московский военный округ | -                    | -               | -          |
| 01.12.1943 года | Московский военный округ | -                    | -               | -          |
| 01.01.1944 года | Московский военный округ | -                    | -               | -          |
| 01.02.1944 года | Московский военный округ | -                    | -               | -          |
| 01.03.1944 года | Московский военный округ | -                    | -               | -          |
| 01.04.1944 года | Карельский фронт         | 19-я армия           | -               | -          |
| 01.05.1944 года | Карельский фронт         | 19-я армия           | -               | -          |
| 01.06.1944 года | Карельский фронт         | 19-я армия           | -               | -          |
| 01.07.1944 года | Карельский фронт         | 19-я армия           | -               | -          |
| 01.08.1944 года | Карельский фронт         | 19-я армия           | -               | -          |
| 01.09.1944 года | Карельский фронт         | 19-я армия           | -               | -          |
| 01.10.1944 года | Карельский фронт         | 19-я армия           | -               | -          |
| 01.11.1944 года | Карельский фронт         | 14-я армия           | -               | -          |
| 01.12.1944 года | -                        | 14-я отдельная армия | -               | -          |
| 01.01.1945 года | -                        | 14-я отдельная армия | -               | -          |
| 01.02.1945 года | -                        | 14-я отдельная армия | -               | -          |
| 01.03.1945 года | -                        | 14-я отдельная армия | -               | -          |
| 01.04.1945 года | -                        | 14-я отдельная армия | -               | -          |
| 01.05.1945 года | -                        | 14-я отдельная армия | -               | -          |

## Командование
- 05.12.1944 года Командир 51 Армейского пушечного артиллерийского Киркенесского ордена Суворова полка гвардии подполковник Юсов.
- Начальник штаба майор Тотров[2].

## Награды и наименования
| Награда (наименование)               | Дата       | За что получена |
| ------------------------------------ | ---------- | --- |
| Орден Суворова III степени           | 31.10.1944 | за образцовое выполнение заданий командования в боях с немецкими захватчиками, за овладение городом Петсамо (Печенга) и проявленные при этом доблесть и мужество |
| Почётное наименование «Киркенесский» | 02.11.1944 | за образцовое выполнение заданий командования в боях с немецкими захватчиками, за овладение городом Киркенес и проявленные при этом доблесть и мужество          |

## Другие артиллерийские полки с тем же номером
- 51-й корпусной артиллерийский полк Северного и Ленинградского фронтов
- 51-й армейский артиллерийский полк Юго-Западного и Сталинградского фронтов
- 51-й артиллерийский полк 54-й армии
- 51-й артиллерийский полк 2-й стрелковой дивизии